# Iłowo-Wieś
Iłowo-Wieś (Duits: Illowo) is een plaats in het Poolse district  Działdowski, woiwodschap Ermland-Mazurië. De plaats maakt deel uit van de gemeente Iłowo-Osada en telt 510 inwoners.